# 山下舜平大
山下 舜平大（やました しゅんぺいた、2002年7月16日 - ）は、福岡県福岡市南区出身のプロ野球選手（投手）。右投右打。オリックス・バファローズ所属。

## 経歴

### プロ入り前
福岡市立野多目小学校3年生のときに筑紫丘ファイターズで野球を始め、主に捕手兼投手としてプレー。福岡市立三宅中学校軟式野球部では投手兼捕手としてプレーし、3年秋には福岡県選抜としてU15全国KWB野球秋季大会で準優勝を果たした。
福岡大学附属大濠高校では1年秋からベンチ入りし、2年春からはエースを務め、2年夏は県大会ベスト8。3年時は新型コロナウイルスの影響で夏の甲子園が中止となり、県予選の代替となったがんばれ福岡2020福岡地区大会では準優勝であった。
2020年10月26日に開催されたプロ野球ドラフト会議にて、オリックス・バファローズから1位指名を受けた。11月23日に契約金8000万円・年俸700万円（金額は推定）で仮契約した。背番号は12。

### オリックス時代
2021年は春季キャンプをB班でスタートし、4月15日のウエスタン・リーグの阪神タイガース戦で公式戦デビューを果たした。シーズンを通して二軍で先発ローテーションを回り、東京オリンピック期間中のエキシビションマッチでは非公式ながら一軍での登板も経験。ルーキーイヤーの一軍公式戦登板は無く、二軍でも18試合・65回2/3を投げて防御率5.48という成績であったが、本人が「結果を見たら全然だめな結果だったんですけど、経験値のなかった自分が1年通して勝ち負け関係なくローテーションで投げさせてもらった。いろいろな経験もできた」と振り返ったように、経験を積んだ1年であった。オフに現状維持となる推定年俸700万円で契約を更改した。
2022年は、春季キャンプ直前の1月29日に実施したスクリーニング検査にて無症状ながら新型コロナウイルス陽性が判明した。療養を経て2月10日にキャンプへ合流した。開幕を二軍で迎えると、5月には腰痛で離脱。ただ山下が「腰は成長痛的なもので、身長が1～2センチ伸びました。ケガ前より、いい球はいっています」と話したように9月22日の二軍戦で実戦復帰を果たすと、チームがポストシーズンを控えた10月8日の紅白戦では154km/hを計測。同15日に出場選手登録となり、登板機会こそ無かったもののCSファイナルステージと日本シリーズ第4,5戦でベンチ入りした。この年も山下の一軍公式戦登板は無く、腰痛の影響で二軍でも8試合の登板にとどまったが、オフに現状維持となる推定年俸700万円で契約を更改した。11月25日には両足鏡視下三角骨摘出手術を受けた。
2023年は1月中旬に投球練習を再開。春季キャンプはBグループでスタートしたが、3月4日のオープン戦にて、この年初の実戦登板を果たすと、オープン戦では4試合・15回1/3を投げ、被安打8・与四球1・奪三振23・防御率2.35と好成績を残した。エースの山本由伸と宮城大弥がWBCに出場し、チームへの合流が開幕1週間前となった事情もあり、開幕前日の3月30日に中嶋聡監督は山下を開幕投手に指名したことを明言。同日、開幕時の出場登録選手と開幕戦の予告先発投手としてNPBから公示された。埼玉西武ライオンズとの開幕戦でプロ初登板初先発となり、同点の6回一死から安打を許した直後に降板し、勝敗は付かなかったものの、5回1/3を4安打1四球7奪三振1失点と好投した。登板間隔を空ける目的で翌4月1日に出場選手登録を抹消され、中10日で4月11日の東北楽天ゴールデンイーグルス戦に先発すると、5回2安打3四死球10奪三振無失点という内容でプロ初勝利を挙げた。以降も登板間隔を空けながら、一軍での先発登板を重ねると、5月5日の西武戦の登板後は出場選手登録を抹消されず、同14日の福岡ソフトバンクホークス戦に中8日で先発。その後は中8日での先発登板が続き、6月1日の広島東洋カープ戦では6回1失点（自責点0）の好投で勝利投手となり、自身5連勝を記録した。続く同9日の横浜DeNAベイスターズ戦では自身初の中7日での先発登板となったが、1点リードの6回表、二死一・二塁の場面で牧秀悟に適時打を許すと、レフトからの返球をカットしたサードの廣岡大志が飛び出していた二塁走者を刺そうとするがこれが悪送球となり、さらに本来送球カバーに入るべきライトの野口智哉が逆のライト線方向に位置していたことで、送球は無人の右中間を転々とし打者走者の牧も生還。不運な形で逆転を許し、6回4安打2四球7奪三振4失点（自責点2）という内容でプロ初黒星を喫した。前半戦終了時点で12試合に先発登板し、8勝2敗・防御率1.49を記録すると、選手間投票でオールスターに初選出され、球宴第2戦に先発し、2回無失点に抑えて敢闘賞を受賞した。後半戦も中7日以上での先発登板が続き、8月26日の千葉ロッテマリーンズ戦で自己最速の160km/hを計測したが、6回表の投球練習中に腰の張りを訴えて緊急降板。翌27日に出場選手登録を抹消され、9月22日に神戸市内の病院を受診して第3腰椎分離症と診断された。ポストシーズンも含めてシーズン中の実戦復帰はかなわなかったが、この年は一軍で16試合に先発登板し、9勝3敗・防御率1.61の大ブレークでチームのリーグ3連覇に貢献。11月28日に開催されたNPB AWARDS 2023の新人王投票では267票中241票を集め、パ・リーグ新人王に輝いた。12月3日の契約更改交渉では3300万円増となる推定年俸4000万円でサイン。また、山﨑福也が国内FA権を行使して北海道日本ハムファイターズに移籍したことに伴い、空き番号となった背番号11への変更を球団に要望しており、同日に背番号変更も併せて発表された。
2024年は開幕5試合目の西武戦でシーズン初登板初先発となり、初回先頭から2者連続で三振を奪ったが、その後四球、盗塁、適時打で先制を許すと、「うまく切り替えられなかった」と制球難に歯止めが利かず、自己ワーストの7四球を与え、5回0/3を2失点で敗戦投手。その後も苦しい投球が続き、開幕3先発で0勝2敗・防御率6.43、計14イニングで15四死球と振るわず、4月20日に出場選手登録を抹消された。二軍調整を経て、5月21日に一軍へ合流し、同24日からの西武3連戦での先発が見込まれていたが、上半身のコンディション不良を訴えて登板回避となった。6月に一軍での先発機会を2度得たが、いずれも白星は挙げられず、二軍再調整中の7月中旬からはウエスタン・リーグでリリーフ起用となり、7月19日に出場選手登録。翌20日の楽天戦で同点の延長12回表から、一軍では初のリリーフ登板となったが、先頭打者へストレートの四球を与えたのを皮切りに1/3回を2安打1四球1失点で降板し、敗戦投手となった。この試合を含めて3登板連続失点を喫し、7月29日に登録抹消。二軍での先発調整を経て8月18日の日本ハム戦に先発し、5回2安打4四球9奪三振1失点の内容でシーズン初勝利を挙げた。9月30日のソフトバンク戦では敗戦投手にこそなったが、8回4安打1四球11奪三振1失点の好投でプロ初完投を記録。この年は14試合（11先発）の登板で3勝6敗・防御率3.38という成績にとどまったものの、8月以降は6先発で3勝2敗・防御率1.58と巻き返した。10月下旬からはフェニックスリーグ、11月中旬からはオーストラリアのウインターリーグに参加予定であったが、前年に発症した第3腰椎分離症が再発。いずれも参加を見送ることとなり、オフに400万円減となる推定年俸3600万円で契約を更改した。
2025年はキャンプ中から腰に違和感があり、3月7日のオープン戦の読売ジャイアンツ戦で先発登板するも、4回途中に腰の張りを訴えて途中降板。腰のコンディション不良のため離脱した。

## 選手としての特徴
| 球種       | 配分 % | 平均球速 km/h |
| ---------- | ------ | ------------- |
| ストレート | 58.6   | 154.3         |
| カーブ     | 30.9   | 124.2         |
| フォーク   | 10.5   | 135.1         |

投球フォームはオーバースロー。190cmの長身から最速161km/hのストレート、フォーク、カーブを投げ分ける。調子の良い時はストレートの最高回転数は2,600rpmを超える。
中学時代はカーブやスライダー、チェンジアップを投げていたが、高校では野球部監督の「投げるボールにこだわりを持ってほしい」という方針もあり、1年秋からストレートとカーブのみを投げていた。
フォークは2023年に春季キャンプを訪問した野茂英雄から握りや手首の使い方などを直接教わり習得した。元々1年目、2年目に「真っすぐとカーブだけではキツい」と感じ、一軍を見据えて練習しても全然落ちなかったが、野茂から教わった直後の1球目でいきなり落ち、「うわ、落ちた」「あ、これがフォークか」と感じたという。

## 人物
名前は20世紀前半を代表する経済学者ヨーゼフ・シュンペーターに由来し、母が「響きが良くて海外の人も発音しやすい」という理由で命名した。愛称は高校時代から「ペーター」で、「みんなに下の名前で呼んでもらえるので、親には感謝したい」と語っている。
保険会社の営業職として働く母の支えを受け育ち、「母がバッグなど自分の物を買う姿を見たことはなかった」という。プロ初勝利時のウィニングボールについて「もちろん、母にプレゼントしたい」と答えている。
小学生の頃は福岡ソフトバンクホークスのファンで毎週のように福岡ドームに行き、今宮健太の背番号「2」の入ったTシャツを着て小学校にも通っていた。ちょうど高校2年から3年にかけて山本由伸などオリックスの投手陣が注目され出し、ドラフト時について「とりあえずパ・リーグに行きたくて、そこだけは絶対というか、その中でもオリックスいいなと思って、チームカラーも格好良かったですからね」「（顔ぶれも）若かったんで、絶対いいなと思って、環境的にも。で、オリックスだったんで、最高でした」と語っている。
東京パラリンピックとパリパラリンピックに出場のパラバドミントン金メダリストである梶原大暉とは少年野球時代（小・中学校）の元チームメイト。

## 詳細情報

### 年度別投手成績
| 年 度     | 球 団      | 登 板 | 先 発 | 完 投 | 完 封 | 無 四 球 | 勝 利 | 敗 戦 | セ 丨 ブ | ホ 丨 ル ド | 勝 率 | 打 者 | 投 球 回 | 被 安 打 | 被 本 塁 打 | 与 四 球 | 敬 遠 | 与 死 球 | 奪 三 振 | 暴 投 | ボ 丨 ク | 失 点 | 自 責 点 | 防 御 率 | W H I P |
| --------- | ---------- | ----- | ----- | ----- | ----- | -------- | ----- | ----- | -------- | ----------- | ----- | ----- | -------- | -------- | ----------- | -------- | ----- | -------- | -------- | ----- | -------- | ----- | -------- | -------- | ------- |
| 2023      | オリックス | 16    | 16    | 0     | 0     | 0        | 9     | 3     | 0        | 0           | .750  | 383   | 95.0     | 71       | 2           | 30       | 0     | 4        | 101      | 4     | 1        | 21    | 17       | 1.61     | 1.06    |
| 2024      | オリックス | 14    | 11    | 1     | 0     | 0        | 3     | 6     | 0        | 0           | .333  | 269   | 64.0     | 49       | 5           | 31       | 0     | 5        | 83       | 4     | 0        | 25    | 24       | 3.38     | 1.25    |
| 通算：2年 | 通算：2年  | 30    | 27    | 1     | 0     | 0        | 12    | 9     | 0        | 0           | .571  | 652   | 159.0    | 120      | 7           | 61       | 0     | 9        | 184      | 8     | 1        | 46    | 41       | 2.32     | 1.14    |

- 2024年度シーズン終了時

### 年度別守備成績
| 年 度 | 球 団      | 投手  | 投手  | 投手  | 投手  | 投手  | 投手     |
| 年 度 | 球 団      | 試 合 | 刺 殺 | 補 殺 | 失 策 | 併 殺 | 守 備 率 |
| ----- | ---------- | ----- | ----- | ----- | ----- | ----- | -------- |
| 2023  | オリックス | 16    | 3     | 14    | 0     | 2     | 1.000    |
| 2024  | オリックス | 14    | 2     | 15    | 0     | 0     | 1.000    |
| 通算  | 通算       | 30    | 5     | 29    | 0     | 2     | 1.000    |

- 2024年度シーズン終了時

### 表彰
- 新人王（2023年）
- オールスターゲーム敢闘選手賞：1回（2023年第2戦）

### 記録
初記録
投手記録
- 初登板・初先発登板：2023年3月31日、対埼玉西武ライオンズ1回戦（ベルーナドーム）、5回1/3を1失点で勝敗つかず[97]
- 初奪三振：同上、1回裏にマーク・ペイトンから空振り三振[97]
- 初勝利・初先発勝利：2023年4月11日、対東北楽天ゴールデンイーグルス1回戦（楽天モバイルパーク宮城）、5回2安打無失点[98]
- 初完投：2024年9月30日、対福岡ソフトバンクホークス24回戦（みずほPayPayドーム福岡）、8回1失点で敗戦投手[77]

打撃記録
- 初打席・初安打：2023年6月17日、対東京ヤクルトスワローズ2回戦（明治神宮野球場）、3回表に石川雅規から左前安打[99]

その他の記録
- 開幕投手：1回（2023年[注 5]）
- オールスターゲーム出場：1回（2023年）

### 背番号
- 12（2021年[7] - 2023年）
- 11（2024年[52] - ）